# Syrské arabské vzdušné síly

Letecký výsostný znak baasistické Sýrie v letech 1980–2024

Letiště a letecké základny v Sýrii

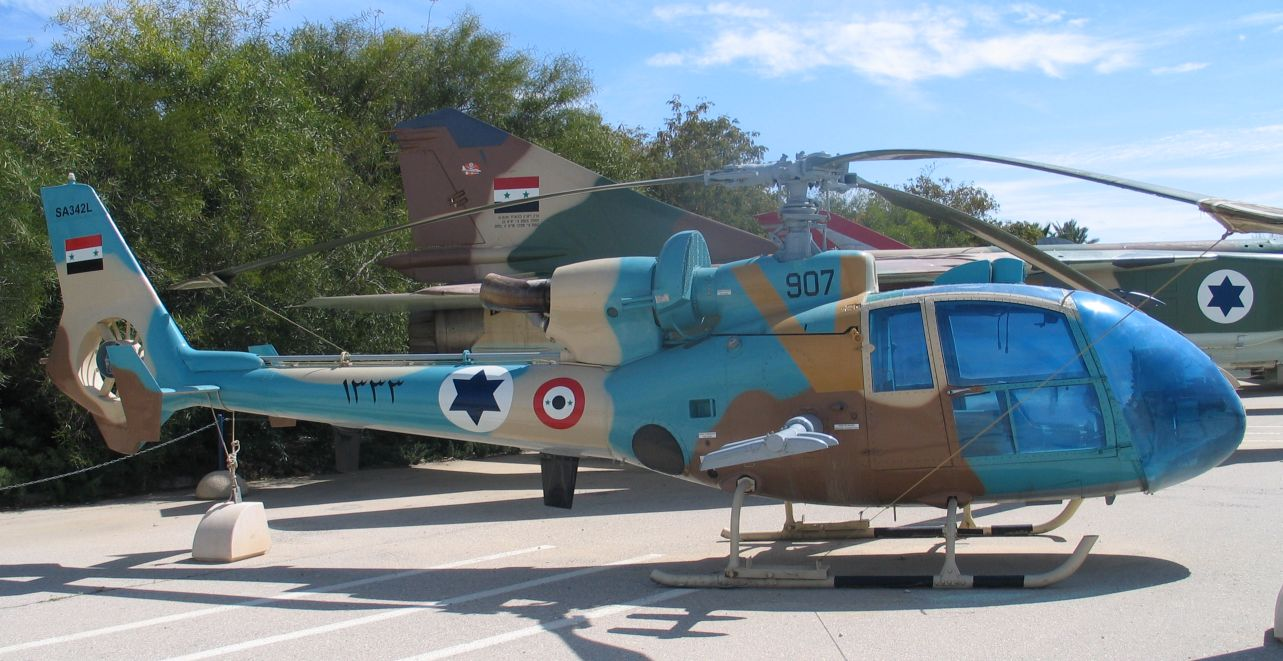
SA-341L Gazelle, muzeum Heyl ha-Avir

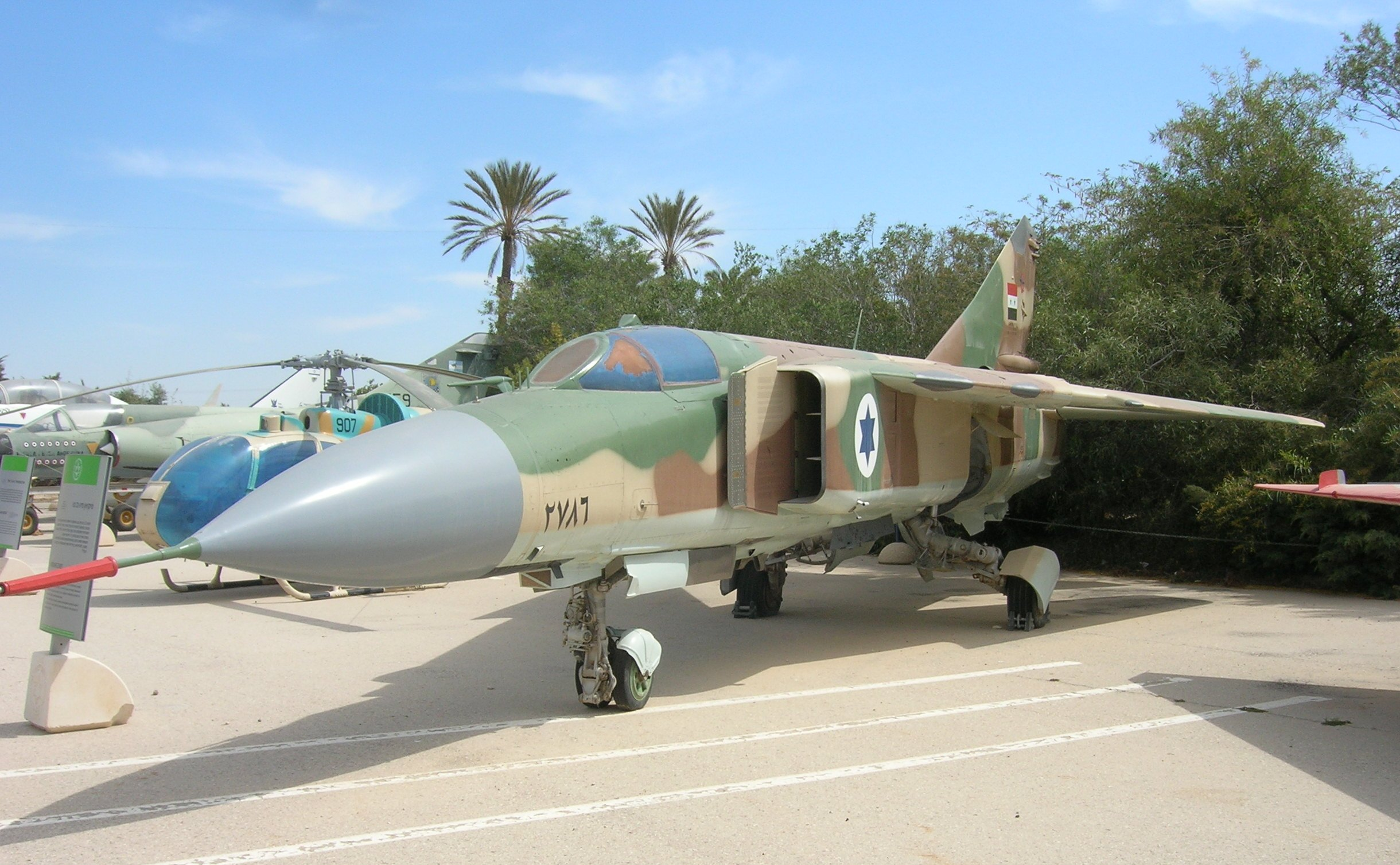
MiG-23, muzeum Heyl ha-Avir

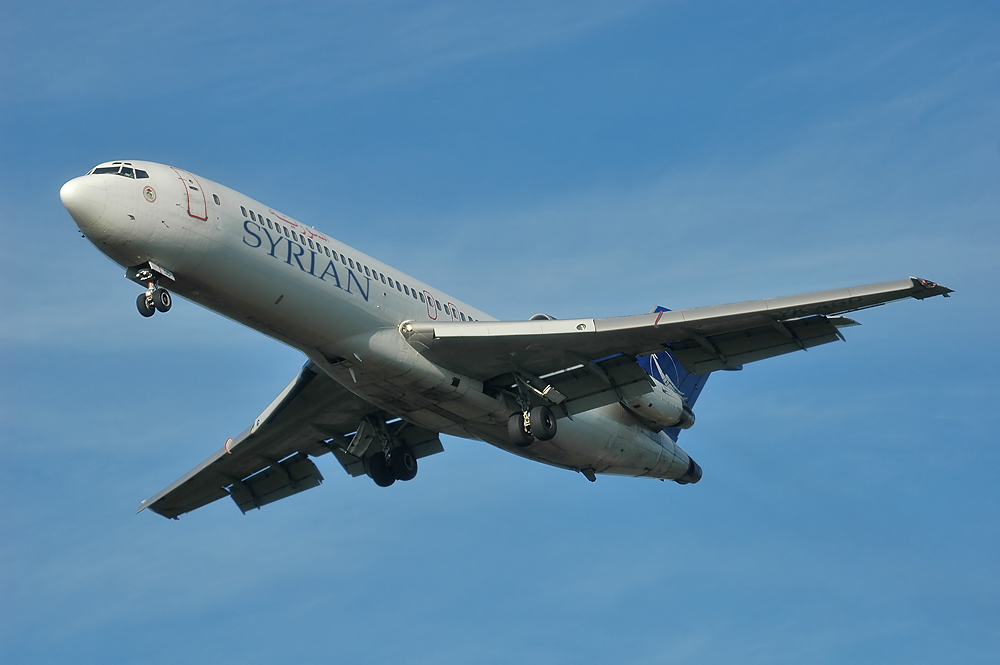
Boeing 727

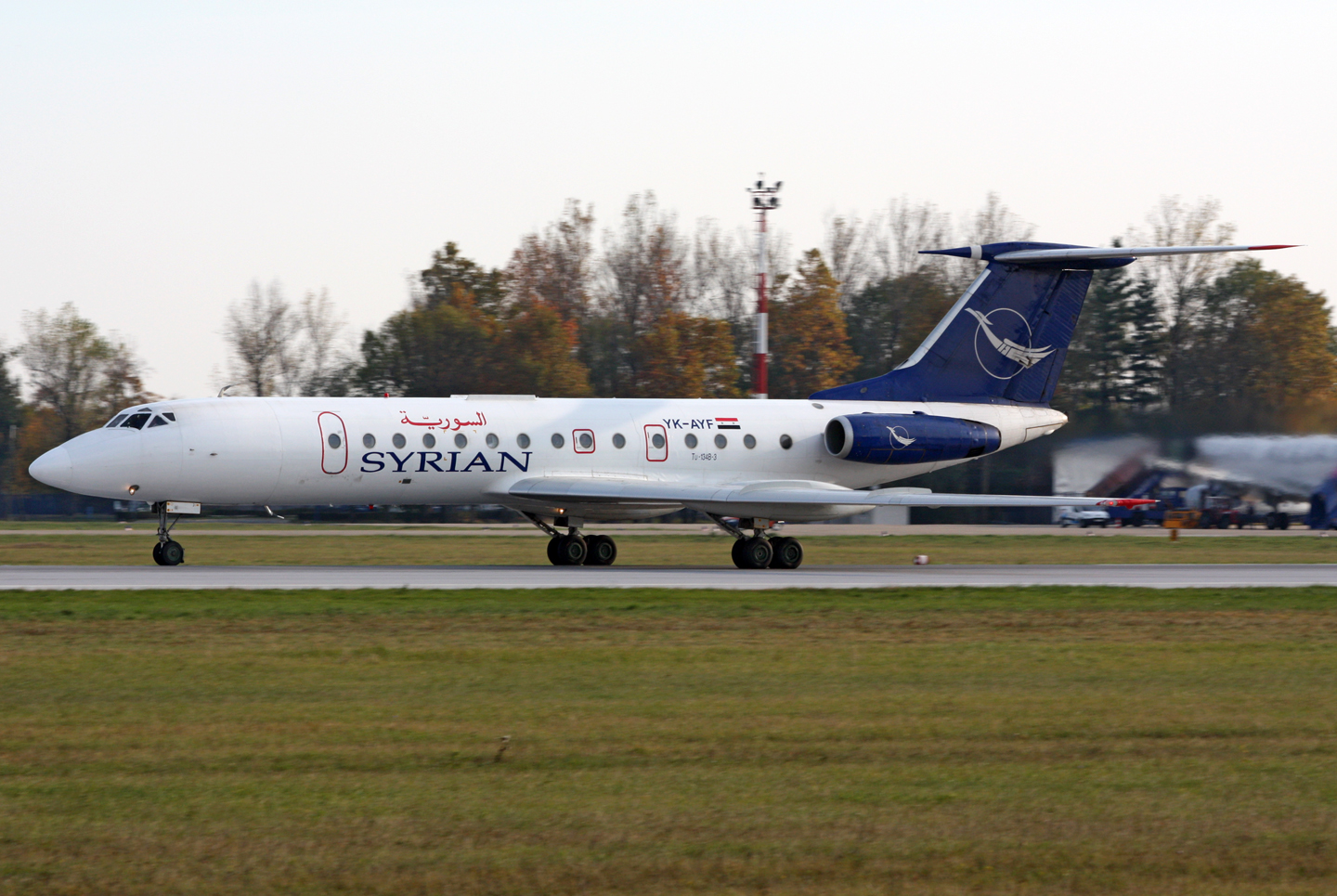
Tupolev Tu-134

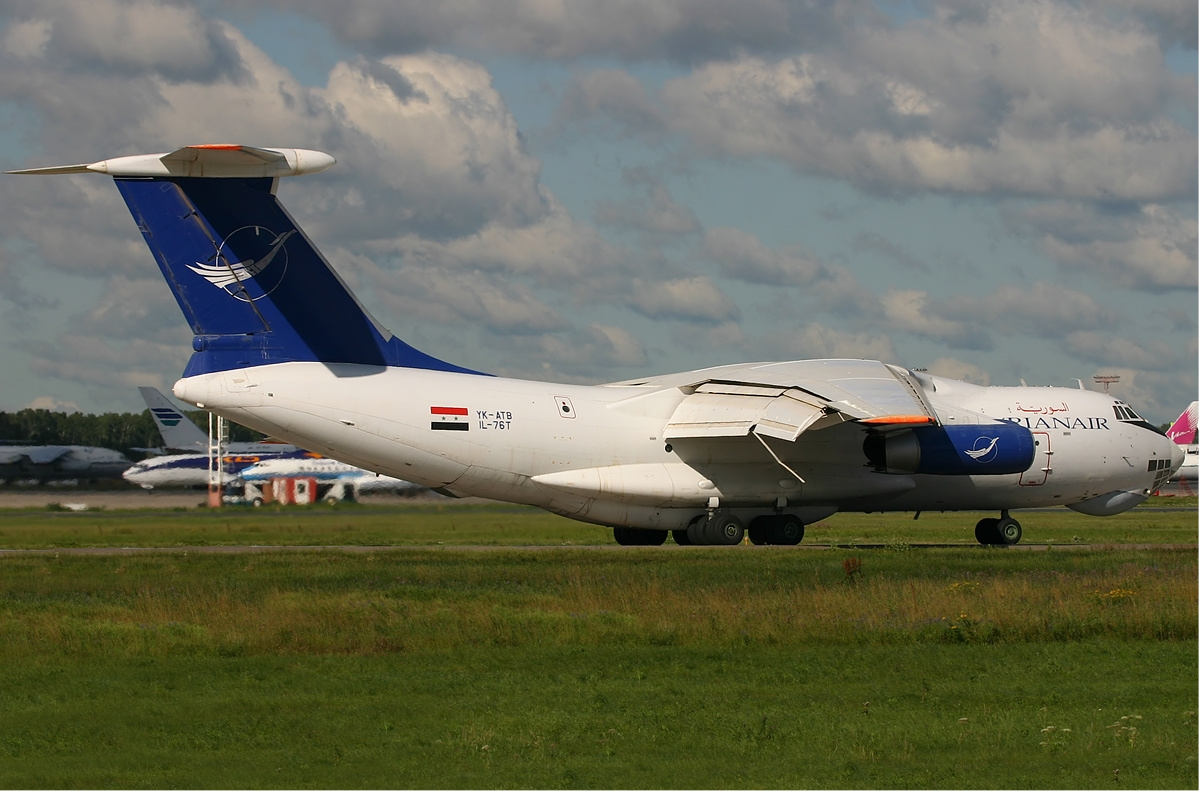
Iljušin Il-76

Syrské arabské vzdušné síly (arabsky: القوات الجوية العربية السورية) jsou součástí ozbrojených sil Sýrie. Syrské letectvo je vyzbrojeno převážně letouny sovětského původu, které byly od roku 2004 modernizovány navigačními a zbraňovými systémy domácí výroby. Ve stejném období dále docházelo k reformě armády, což spolu s reorganizací po libanonské válce v roce 2006 a probíhající občanskou válkou znesnadňuje přehled o skutečném stavu syrských vzdušných sil.

## Letecká technika
Před vypuknutím občanské války v roce 2011 disponovala Sýrie čtyřmi desítkami stíhacích letounů MiG-29, z nichž byla bojeschopná přibližně polovina. Mezi další typy ve výzbroji patřilo cca 80 stíhacích letounů MiG-23MLD, 60 útočných MiG-23BN, 50 stíhacích bombardérů Su-17/Su-22, 40 strojů MiG-25 a 20 Su-24. Početně nejvíce zastoupené byly stíhací letouny MiG-21, kterých mělo letectvo téměř 200.
K výcviku sloužilo několik desítek vrtulových letadel, především typu MBB 223 Flamingo, které doplňovalo 70 cvičných a lehkých bojových letounů L-39 Albatros. Syrské letectvo provozovalo též asi 22 dopravních a transportních letounů Il-76, An-24, An-26, Jak-40 a Dassault Falcon. Při vojenských operacích jsou používány též civilní letouny – například Piper Navajo či Tu-134.
Vrtulníkové letectvo mělo kolem 70 bitevních vrtulníků Mi-25 (exportní verze Mi-24) a SA-342 Gazelle a 120 víceúčelových vrtulníků Mi-8, Mi-17 a Mi-2.

## Občanská válka
Syrské letectvo se od poloviny roku 2012 intenzivně zapojilo do bojů s ozbrojenou opozicí. K náletům na pozice nepřítele letectvo využívá zejména letouny MiG-23BN, Su-22, Su-24, L-39 Albatros a vrtulníky Mi-24, Mi-8 a Mi-17. V důsledku vyčerpávajícího konfliktu byla přibližně polovina výzbroje vzdušných sil zničena či poškozena. Další problém představuje nedostatek pohonných hmot, náhradních dílů a přesně naváděné letecké munice. Podle některých odhadů hrozí, že se do konce roku 2013 stanou syrské vzdušné síly z velké části nebojeschopnými.
Po pádu diktatury Bašára al-Asada v prosinci 2024 následoval rozsáhlý izraelský úder na syrská vojenská zařízení, včetně syrského letectva. Mezi stovkami zasažených cílů bylo i mnoho letounů a vrtulníků syrského letectva. Jejich zničením Izrael zabránil jejich využívání novým syrským režimem.

## Organizační struktura
Přesné organizační složení syrského letectva nebylo možné z důvodu vysoké míry utajení stanovit ani před vypuknutím občanské války v roce 2011. Některé útvary zanikly nebo nedisponují žádnou bojeschopnou technikou. Povstalci rovněž údajně obsadili několik leteckých základen. Následující výčet jednotek uvádí pouze provizorní odhad struktury syrských vzdušných sil v roce 2010.
- 14. brigáda
  - 678. peruť – MiG-23M/UB; Abu al-Duhur
  - 697. peruť – MiG-23M/UB; Sayqal
  - 680. peruť – MiG-21MF/UM; Hamá

- 24. brigáda
  - 8. peruť – MiG-21MF; Dajr az-Zaur
  - 10. peruť – MiG-21PF/MF/UM; al-Jarrah, Aleppo
  - 12. peruť – MiG-21MF/UM; Taboa

- 67. brigáda
  - 67. peruť – MiG-23ML/UB; Dmete
  - 679. peruť – MiG-23ML/UB; Dmete
  - 675. peruť – MiG-23ML/UB; Dmete

- 70. brigáda
  - 1. peruť – MiG-25PD/PU; T4
  - 5. peruť – MiG-25PD/PU; T4
  - 7. OCU – MiG-25PD/PU; T4 a Shayrat
  - 9. peruť – MiG-23M/UB; MiG-25RB/PU, Shayrat

- 73. brigáda
  - 945. peruť – MiG-21bis/UM; Khalkhala, Suvajda
  - 946. peruť – MiG-21bis/UM; Khalkhala, Suvajda
  - stíhací peruť – MiG-21PF/RF; Khalkhala, Suvajda
  - vyhledávací a průzkumná letka – Ka-25BŠ; Khalkhala, Suvajda

- 86. brigáda
  - 825. peruť – MiG-21bis/UM; Kusajr
  - 826. peruť – MiG-21bis/UM; Kusajr

- 1. brigáda
  - 697. peruť – MiG-29/MiG-29UB; Sayqal
  - 698. peruť – MiG-29/MiG-29UB; Sayqal
  - 699. peruť – MiG-29/MiG-29UB; Sayqal

- 17. brigáda
  - 695. peruť – MiG-23BN/UB; Al-Nasiriyah
  - 696. peruť – MiG-23BN/UB; Al-Nasiriyah

- 30. brigáda
  - 77. peruť – MiG-23ML/UB; Blei

- 50. brigáda
  - 677. OCU – Su-22M4K/UM; Sharyat
  - 685. peruť – Su-22M3K/UM; Sharyat

- 81. brigáda
  - 819. peruť – Su-24MK; Tiyas
  - 820. peruť – Su-22M4K/UM; Tiyas
  - 827. peruť – Su-22M4K/UM; Tiyas

- 59. brigáda
  - 525. peruť – Mi-8M/MT; Marj al-Sultan
  - 532. peruť – Mi-2, Mi-8, Mi-17; Marj al-Sultan
  - 537. peruť – Mi-2, Mi-8, Mi-17; Marj al-Sultan

- 63. brigáda
  - 253. peruť – Mi-8; Afis
  - 255. peruť – Mi-8; Afis

- 64. brigáda
  - 765. peruť – Mi-24; Suvajda
  - 766. peruť – Mi-24; Suvajda

- neznámá brigáda
  - 767. peruť – Mi-24; Blei
  - 976. peruť – SA342L; Mezzeh
  - 977. peruť – SA342L; Mezzeh
  - vrtulníková peruť – Mi-17; Mezzeh
  - 909. peruť – Mi-8; Mezzeh

- 77. brigáda
  - vrtulníková peruť – Mi-8; Al-Nayrabh
  - vrtulníková peruť – Mi-8; Al-Nayrab

- neznámá brigáda
  - 522. peruť – PA-38, An-24, An-26; Damašek
  - 565. peruť – Jak-40; Damašek
  - 575. peruť – Dassault Falcon 20; Damašek
  - 577. peruť – SA342L; Damašek
  - 585. peruť – Boeing 727, Il-76MD; Damašek